# Inglaterra en la Eurocopa 2020
La selección de fútbol de Inglaterra es uno de los 24 equipos participantes en la Eurocopa 2020, torneo que se disputará en Europa entre el 11 de junio y el 11 de julio de 2021.

## Clasificación
| Equipo          | Pts | PJ | PG | PE | PP | GF | GC | Dif |
| --------------- | --- | -- | -- | -- | -- | -- | -- | --- |
| Inglaterra      | 21  | 8  | 7  | 0  | 1  | 37 | 6  | +31 |
| República Checa | 15  | 8  | 5  | 0  | 3  | 13 | 11 | +2  |
| Kosovo          | 11  | 8  | 3  | 2  | 3  | 13 | 16 | -3  |
| Bulgaria        | 6   | 8  | 1  | 3  | 4  | 16 | 17 | -11 |
| Montenegro      | 3   | 8  | 0  | 3  | 5  | 3  | 22 | -19 |

### Partidos
| Fecha                    | Ciudad      | Jornada |                 |                            | Resultado |                            |                 |
| ------------------------ | ----------- | ------- | --------------- | -------------------------- | --------- | -------------------------- | --------------- |
| 22 de marzo de 2019      | Londres     | 1       | Inglaterra      | Bandera de Inglaterra      | 5:0 (2:0) | Bandera de República Checa | República Checa |
| 25 de marzo de 2019      | Podgorica   | 2       | Montenegro      | Bandera de Montenegro      | 1:5 (1:2) | Bandera de Inglaterra      | Inglaterra      |
| 7 de septiembre de 2019  | Londres     | 5       | Inglaterra      | Bandera de Inglaterra      | 4:0 (1:0) | Bandera de Bulgaria        | Bulgaria        |
| 10 de septiembre de 2019 | Southampton | 6       | Inglaterra      | Bandera de Inglaterra      | 5:3 (5:1) | Bandera de Kosovo          | Kosovo          |
| 11 de octubre de 2019    | Praga       | 7       | República Checa | Bandera de República Checa | 2:1 (1:1) | Bandera de Inglaterra      | Inglaterra      |
| 14 de octubre de 2019    | Sofía       | 8       | Bulgaria        | Bandera de Bulgaria        | 0:6 (0:4) | Bandera de Inglaterra      | Inglaterra      |
| 14 de noviembre de 2019  | Londres     | 9       | Inglaterra      | Bandera de Inglaterra      | 7:0 (5:0) | Bandera de Montenegro      | Montenegro      |
| 17 de noviembre de 2019  | Pristina    | 10      | Kosovo          | Bandera de Kosovo          | 0:4 (0:1) | Bandera de Inglaterra      | Inglaterra      |

#### Inglaterra vs. República Checa
| 22 de marzo de 2019 | Inglaterra                                      | 5:0 (2:0) | República Checa | Estadio de Wembley, Londres                            |                                                        |
| 19:45 (UTC+1)       | - Sterling 24' 62' 68' - Kane 45+2' - Kalas 84' | Reporte   |                 | Asistencia: 82 575 espectadores Árbitro(s): Artur Dias | Asistencia: 82 575 espectadores Árbitro(s): Artur Dias |

| Uniformes | Uniformes |
| --------- | --------- |
|           |           |

#### Montenegro vs. Inglaterra
| 25 de marzo de 2019 | Montenegro  | 1:5 (1:2) | Inglaterra                                              | Pod Goricom, Podgorica                                     |                                                            |
| 20:45 (UTC+1)       | Vešović 18' | Reporte   | - 30' Keane - 39' 59' Barkley - 71' Kane - 81' Sterling | Asistencia: 8329 espectadores Árbitro(s): Aleksei Kulbakov | Asistencia: 8329 espectadores Árbitro(s): Aleksei Kulbakov |

| Uniformes | Uniformes |
| --------- | --------- |
|           |           |

#### Inglaterra vs. Bulgaria
| 7 de septiembre de 2019 | Inglaterra                        | 4:0 (1:0) | Bulgaria | Wembley, Londres                                        |                                                         |
| 17:00 (UTC+1)           | - Kane 24' 49' 73' - Sterling 55' | Reporte   |          | Asistencia: 82 605 espectadores Árbitro(s): Marco Guida | Asistencia: 82 605 espectadores Árbitro(s): Marco Guida |

| Uniformes | Uniformes |
| --------- | --------- |
|           |           |

#### Inglaterra vs. Kosovo
| 10 de septiembre de 2019 | Inglaterra                                                      | 5:3 (5:1) | Kosovo                        | St Mary's, Southampton                                   |                                                          |
| 19:45 (UTC+1)            | - Sterling 8' - Kane 19' - Vojvoda 38' - Jadon Sancho 44' 45+1' | Reporte   | - 1' 49' Berisha - 55' Muriqi | Asistencia: 30 155 espectadores Árbitro(s): Felix Zwayer | Asistencia: 30 155 espectadores Árbitro(s): Felix Zwayer |

| Uniformes | Uniformes |
| --------- | --------- |
|           |           |

#### República Checa vs. Inglaterra
| 11 de octubre de 2019 | República Checa             | 2:1 (1:1) | Inglaterra | Eden Arena, Praga         |                           |
| 19:45 (UTC+1)         | - Brabec 9' - Ondrášek< 85' | Reporte   | - 5' Kane  | Árbitro(s): Damir Skomina | Árbitro(s): Damir Skomina |

| Uniformes | Uniformes |
| --------- | --------- |
|           |           |

#### Inglaterra vs. Montenegro
| 14 de noviembre de 2019 | Inglaterra                                                                              | 7:0 (5:0) | Montenegro | Wembley, Londres                |                                 |
| 19:45 (UTC+1)           | - Oxlade-Chamberlain 11' - Kane 18' 24' 37' - Rashford 30' - Šofranac 66' - Abraham 84' | Reporte   |            | Árbitro(s): Antonio Mateu Lahoz | Árbitro(s): Antonio Mateu Lahoz |

| Uniformes | Uniformes |
| --------- | --------- |
|           |           |

#### Bulgaria vs. Inglaterra
| 14 de octubre de 2019 | Bulgaria | 0:6 (0:4) | Inglaterra                                                      | Estadio Nacional, Sofía                                |                                                        |
| 20:45 (UTC+2)         |          | Reporte   | - 7' Rashford - 20' 32' Barkley - 45+4' 69' Sterling - 85' Kane | Asistencia: 17.481 espectadores Árbitro(s): Ivan Bebek | Asistencia: 17.481 espectadores Árbitro(s): Ivan Bebek |

| Uniformes | Uniformes |
| --------- | --------- |
|           |           |

#### Kosovo vs. Inglaterra
| 17 de noviembre de 2019 | Kosovo | 0:4 (0:1) | Inglaterra                                          | Estadio Fadil Vokrri, Pristina                        |                                                       |
| 18:00 (UTC+1)           |        | Reporte   | - 32' Winks - 79' Kane - 83' Rashford - 90+1' Mount | Asistencia: 12.326 espectadores Árbitro(s): Paweł Gil | Asistencia: 12.326 espectadores Árbitro(s): Paweł Gil |

| Uniformes | Uniformes |
| --------- | --------- |
|           |           |

## Preparación

### Amistosos de preparación
| Fecha              | Ciudad        | Competición |            |                       | Resultado |                    |         |
| ------------------ | ------------- | ----------- | ---------- | --------------------- | --------- | ------------------ | ------- |
| 2 de junio de 2021 | Middlesbrough | Amistoso    | Inglaterra | Bandera de Inglaterra | 1:0 (0:0) | Bandera de Austria | Austria |
| 6 de junio de 2021 | Middlesbrough | Amistoso    | Inglaterra | Bandera de Inglaterra | 1:0 (0:0) | Bandera de Rumania | Rumania |

### Amistosos previos
| 2 de junio de 2021 | Inglaterra | 1:0 (0:0) | Austria | Riverside Stadium, Middlesbrough                           |                                                            |
| 19:00 (UTC+1)      | - Saka 56' | Reporte   |         | Asistencia: 6 606 espectadores Árbitro(s): Lawrence Visser | Asistencia: 6 606 espectadores Árbitro(s): Lawrence Visser |

| Uniformes | Uniformes |
| --------- | --------- |
|           |           |

| 6 de junio de 2024 | Inglaterra            | 1:0 (0:0) | Rumania | Riverside Stadium, Middlesbrough                         |                                                          |
| 16:00 (UTC+1)      | - Rashford 61' (pen.) | Reporte   |         | Asistencia: 6 952 espectadores Árbitro(s): Tiago Martins | Asistencia: 6 952 espectadores Árbitro(s): Tiago Martins |

| Uniformes | Uniformes |
| --------- | --------- |
|           |           |

## Plantel

### Lista de convocados
Entrenador:  Gareth Southgate
El 25 de mayo de 2021 se anunció un equipo preliminar de 33 jugadores. El 1 de junio Mason Greenwood quedó fuera por lesión, ese día además se anunció la lista final de jugadores. Trent Alexander Arnold se lesionó en el partido contra Austria y fue remplazado el día 6 de junio de 2021 por Ben White.
| No. | Pos. | Jugador               | Fecha de nacimiento (edad)         | Apa. | Goles | Club                    |
| --- | ---- | --------------------- | ---------------------------------- | ---- | ----- | ----------------------- |
| 1   | POR  | Jordan Pickford       | 7 de marzo de 1994 (27 años)       | 30   | 0     | Everton                 |
| 2   | DEF  | Kyle Walker           | 28 de mayo de 1990 (31 años)       | 55   | 0     | Manchester City         |
| 3   | DEF  | Luke Shaw             | 12 de julio de 1995 (25 años)      | 9    | 0     | Manchester United       |
| 4   | MED  | Declan Rice           | 14 de enero de 1999 (22 años)      | 15   | 1     | West Ham United         |
| 5   | DEF  | John Stones           | 28 de mayo de 1994 (27 años)       | 42   | 2     | Manchester City         |
| 6   | DEF  | Harry Maguire         | 5 de marzo de 1993 (28 años)       | 32   | 3     | Manchester United       |
| 7   | MED  | Jack Grealish         | 10 de septiembre de 1995 (25 años) | 5    | 0     | Aston Villa             |
| 8   | MED  | Jordan Henderson      | 17 de junio de 1990 (30 años)      | 58   | 0     | Liverpool               |
| 9   | DEL  | Harry Kane            | 28 de julio de 1993 (27 años)      | 53   | 34    | Tottenham Hotspur       |
| 10  | DEL  | Raheem Sterling       | 8 de diciembre de 1994 (26 años)   | 61   | 14    | Manchester City         |
| 11  | DEL  | Marcus Rashford       | 31 de octubre de 1997 (23 años)    | 40   | 11    | Manchester United       |
| 12  | DEF  | Kieran Trippier       | 19 de septiembre de 1990 (30 años) | 26   | 1     | Atlético Madrid         |
| 13  | POR  | Dean Henderson        | 12 de marzo de 1997 (24 años)      | 1    | 0     | Manchester United       |
| 14  | MED  | Kalvin Phillips       | 2 de diciembre de 1995 (25 años)   | 7    | 0     | Leeds United            |
| 15  | DEF  | Tyrone Mings          | 13 de marzo de 1993 (28 años)      | 8    | 0     | Aston Villa             |
| 16  | DEF  | Conor Coady           | 25 de febrero de 1993 (28 años)    | 4    | 1     | Wolverhampton Wanderers |
| 17  | MED  | Jadon Sancho          | 25 de marzo de 2000 (21 años)      | 18   | 3     | Borussia Dortmund       |
| 18  | DEL  | Dominic Calvert-Lewin | 16 de marzo de 1997 (24 años)      | 7    | 4     | Everton                 |
| 19  | MED  | Mason Mount           | 10 de enero de 1999 (22 años)      | 16   | 4     | Chelsea                 |
| 20  | MED  | Phil Foden            | 28 de mayo de 2000 (21 años)       | 6    | 2     | Manchester City         |
| 21  | DEF  | Ben Chilwell          | 21 de diciembre de 1996 (24 años)  | 14   | 0     | Chelsea                 |
| 22  | DEF  | Ben White             | 8 de octubre de 1997 (23 años)     | 5    | 1     | Brighton & Hove Albion  |
| 23  | POR  | Sam Johnstone         | 25 de marzo de 1993 (28 años)      | 0    | 0     | West Bromwich Albion    |
| 24  | DEF  | Reece James           | 8 de diciembre de 1999 (21 años)   | 6    | 0     | Chelsea                 |
| 25  | MED  | Bukayo Saka           | 5 de septiembre de 2001 (19 años)  | 4    | 0     | Arsenal                 |
| 26  | MED  | Jude Bellingham       | 29 de junio de 2003 (17 años)      | 2    | 0     | Borussia Dortmund       |

## Torneo

### Partidos
| Fecha       | Ciudad  | Instancia        |                 |                            | Resultado               |                       |            |
| ----------- | ------- | ---------------- | --------------- | -------------------------- | ----------------------- | --------------------- | ---------- |
| 13 de junio | Londres | Fase de grupos   | Inglaterra      | Bandera de Inglaterra      | 1:0 (1:0)               | Bandera de Croacia    | Croacia    |
| 18 de junio | Londres | Fase de grupos   | Inglaterra      | Bandera de Inglaterra      | 0:0                     | Bandera de Escocia    | Escocia    |
| 22 de junio | Londres | Fase de grupos   | República Checa | Bandera de República Checa | 0:1 (0:1)               | Bandera de Inglaterra | Inglaterra |
| 29 de junio | Londres | Octavos de final | Inglaterra      | Bandera de Inglaterra      | 2:0 (0:0)               | Bandera de Alemania   | Alemania   |
| 3 de julio  | Roma    | Cuartos de final | Ucrania         | Bandera de Ucrania         | 0:4 (0:1)               | Bandera de Inglaterra | Inglaterra |
| 7 de julio  | Londres | Semifinales      | Inglaterra      | Bandera de Inglaterra      | 2:1 (1:1, 1:1) (t.s.)   | Bandera de Dinamarca  | Dinamarca  |
| 11 de julio | Londres | Final            | Italia          | Bandera de Italia          | 1:1 (1:1, 0:1) (3:2 p.) | Bandera de Inglaterra | Inglaterra |

### Primera fase
| Equipo          | Pts | PJ | PG | PE | PP | GF | GC | Dif |
| --------------- | --- | -- | -- | -- | -- | -- | -- | --- |
| Inglaterra      | 7   | 3  | 2  | 1  | 0  | 2  | 0  | +2  |
| Croacia         | 4   | 3  | 1  | 1  | 1  | 4  | 3  | +1  |
| República Checa | 4   | 3  | 1  | 1  | 1  | 3  | 2  | +1  |
| Escocia         | 1   | 3  | 0  | 1  | 2  | 1  | 5  | −4  |

|  | Clasificados a los Octavos de final. |

#### Inglaterra vs. Croacia
| 13 de junio de 2021, 15:00 | Inglaterra   | 1:0 (0:0) | Croacia | Estadio de Wembley, Londres                                |                                                            |
|                            | Sterling 57' | Reporte   |         | Asistencia: 18 497 espectadores Árbitro(s): Daniele Orsato | Asistencia: 18 497 espectadores Árbitro(s): Daniele Orsato |

| 1          | Guardameta     | Jordan Pickford  |       |
| 2          | Defensa        | Kyle Walker      |       |
| 5          | Defensa        | John Stones      |       |
| 15         | Defensa        | Tyrone Mings     |       |
| 12         | Defensa        | Kieran Trippier  |       |
| 14         | Centrocampista | Kalvin Phillips  |       |
| 4          | Centrocampista | Declan Rice      |       |
| 10         | Centrocampista | Raheem Sterling  | 90+2' |
| 19         | Centrocampista | Mason Mount      |       |
| 20         | Centrocampista | Phil Foden       | 71'   |
| 9          | Delantero      | Harry Kane       | 82'   |
| Entrenador | Entrenador     | Gareth Southgate |       |

| 1          | Guardameta     | Dominik Livaković |     |
| 2          | Defensa        | Šime Vrsaljko     |     |
| 21         | Defensa        | Domagoj Vida      |     |
| 5          | Defensa        | Duje Ćaleta-Car   |     |
| 25         | Defensa        | Joško Gvardiol    |     |
| 10         | Centrocampista | Luka Modrić       |     |
| 11         | Centrocampista | Marcelo Brozović  | 70' |
| 8          | Centrocampista | Mateo Kovačić     | 85' |
| 9          | Delantero      | Andrej Kramarić   | 70' |
| 17         | Delantero      | Ante Rebić        | 74' |
| 4          | Delantero      | Ivan Perišić      |     |
| Entrenador | Entrenador     | Zlatko Dalić      |     |

| 11 | Delantero      | Marcus Rashford       | 71'   |
| 26 | Centrocampista | Jude Bellingham       | 85'   |
| 18 | Delantero      | Dominic Calvert-Lewin | 90+2' |

| 13 | Centrocampista | Nikola Vlašić  | 70' |
| 7  | Delantero      | Josip Brekalo  | 70' |
| 20 | Delantero      | Bruno Petković | 78' |
| 15 | Centrocampista | Mario Pašalić  | 85' |

| Anotado | 57' | Raheem Sterling | 1:0 |

| Amonestado | 64' | Phil Foden |

| Amonestado | 42' | Duje Ćaleta-Car  |
| Amonestado | 48' | Mateo Kovačić    |
| Amonestado | 66' | Marcelo Brozović |

| Árbitro                                            | Daniele Orsato        |
| Árbitros asistentes                                | Alessandro Giallatini |
| Árbitros asistentes                                | Fabiano Preti         |
| Cuarto árbitro                                     | Björn Kuipers         |
| Quinto árbitro                                     | Sander van Roekel     |
| Árbitro asistente de video                         | Massimiliano Irrati   |
| Árbitros asistentes del árbitro asistente de video | João Pinheiro         |
| Árbitros asistentes del árbitro asistente de video | Filippo Meli          |
| Árbitros asistentes del árbitro asistente de video | Paolo Valeri          |

| 1          | Guardameta     | Jordan Pickford  |       |
| 2          | Defensa        | Kyle Walker      |       |
| 5          | Defensa        | John Stones      |       |
| 15         | Defensa        | Tyrone Mings     |       |
| 12         | Defensa        | Kieran Trippier  |       |
| 14         | Centrocampista | Kalvin Phillips  |       |
| 4          | Centrocampista | Declan Rice      |       |
| 10         | Centrocampista | Raheem Sterling  | 90+2' |
| 19         | Centrocampista | Mason Mount      |       |
| 20         | Centrocampista | Phil Foden       | 71'   |
| 9          | Delantero      | Harry Kane       | 82'   |
| Entrenador | Entrenador     | Gareth Southgate |       |

| 1          | Guardameta     | Dominik Livaković |     |
| 2          | Defensa        | Šime Vrsaljko     |     |
| 21         | Defensa        | Domagoj Vida      |     |
| 5          | Defensa        | Duje Ćaleta-Car   |     |
| 25         | Defensa        | Joško Gvardiol    |     |
| 10         | Centrocampista | Luka Modrić       |     |
| 11         | Centrocampista | Marcelo Brozović  | 70' |
| 8          | Centrocampista | Mateo Kovačić     | 85' |
| 9          | Delantero      | Andrej Kramarić   | 70' |
| 17         | Delantero      | Ante Rebić        | 74' |
| 4          | Delantero      | Ivan Perišić      |     |
| Entrenador | Entrenador     | Zlatko Dalić      |     |

| 11 | Delantero      | Marcus Rashford       | 71'   |
| 26 | Centrocampista | Jude Bellingham       | 85'   |
| 18 | Delantero      | Dominic Calvert-Lewin | 90+2' |

| 13 | Centrocampista | Nikola Vlašić  | 70' |
| 7  | Delantero      | Josip Brekalo  | 70' |
| 20 | Delantero      | Bruno Petković | 78' |
| 15 | Centrocampista | Mario Pašalić  | 85' |

| Anotado | 57' | Raheem Sterling | 1:0 |

| Amonestado | 64' | Phil Foden |

| Amonestado | 42' | Duje Ćaleta-Car  |
| Amonestado | 48' | Mateo Kovačić    |
| Amonestado | 66' | Marcelo Brozović |

| Árbitro                                            | Daniele Orsato        |
| Árbitros asistentes                                | Alessandro Giallatini |
| Árbitros asistentes                                | Fabiano Preti         |
| Cuarto árbitro                                     | Björn Kuipers         |
| Quinto árbitro                                     | Sander van Roekel     |
| Árbitro asistente de video                         | Massimiliano Irrati   |
| Árbitros asistentes del árbitro asistente de video | João Pinheiro         |
| Árbitros asistentes del árbitro asistente de video | Filippo Meli          |
| Árbitros asistentes del árbitro asistente de video | Paolo Valeri          |

| Estadísticas      | Bandera de Inglaterra | Bandera de Croacia |
| Tiros             | 8                     | 8                  |
| Tiros a puerta    | 2                     | 2                  |
| Faltas            | 9                     | 10                 |
| Saques de esquina | 1                     | 1                  |
| Penaltis          | 0                     | 0                  |
| Fueras de juego   | 2                     | 2                  |
| Posesión de balón | 52%                   | 48%                |

#### Inglaterra vs. Escocia
| 18 de junio de 2021, 21:00 | Inglaterra | 0:0     | Escocia | Estadio de Wembley, Londres                             |                                                         |
|                            |            | Reporte |         | Asistencia: 20 306 espectadores Árbitro(s): Mateu Lahoz | Asistencia: 20 306 espectadores Árbitro(s): Mateu Lahoz |

| 1          | Guardameta     | Jordan Pickford  |     |
| 24         | Defensa        | Reece James      |     |
| 5          | Defensa        | John Stones      |     |
| 15         | Defensa        | Tyrone Mings     |     |
| 3          | Defensa        | Luke Shaw        |     |
| 4          | Centrocampista | Declan Rice      |     |
| 14         | Centrocampista | Kalvin Phillips  |     |
| 20         | Centrocampista | Phil Foden       | 63' |
| 19         | Centrocampista | Mason Mount      |     |
| 10         | Centrocampista | Raheem Sterling  |     |
| 9          | Delantero      | Harry Kane       | 74' |
| Entrenador | Entrenador     | Gareth Southgate |     |

| 1          | Guardameta     | David Marshall    |     |
| 4          | Defensa        | Scott McTominay   |     |
| 5          | Defensa        | Grant Hanley      |     |
| 6          | Defensa        | Kieran Tierney    |     |
| 2          | Centrocampista | Stephen O'Donnell |     |
| 7          | Centrocampista | John McGinn       |     |
| 23         | Centrocampista | Billy Gilmour     | 76' |
| 8          | Centrocampista | Callum McGregor   |     |
| 3          | Centrocampista | Andrew Robertson  |     |
| 9          | Delantero      | Lyndon Dykes      |     |
| 10         | Delantero      | Che Adams         | 81' |
| Entrenador | Entrenador     | Steve Clarke      |     |

| 11 | Centrocampista | Jack Grealish   | 63' |
| 11 | Delantero      | Marcus Rashford | 74' |

| 17 | Centrocampista | Stuart Armstrong | 76' |
| 19 | Delantero      | Kevin Nisbet     | 86' |

| Amonestado | 16' | John McGinn       |
| Amonestado | 87' | Stephen O'Donnell |

| Árbitro                                            | Mateu Lahoz                    |
| Árbitros asistentes                                | Pau Cebrián Devis              |
| Árbitros asistentes                                | Roberto Díaz Pérez del Palomar |
| Cuarto árbitro                                     | Cüneyt Çakır                   |
| Quinto árbitro                                     | Bahattin Duran                 |
| Árbitro asistente de video                         | Alejandro Hernández Hernández  |
| Árbitros asistentes del árbitro asistente de video | José María Sánchez Martínez    |
| Árbitros asistentes del árbitro asistente de video | Filippo Meli                   |
| Árbitros asistentes del árbitro asistente de video | Paolo Valeri                   |

| 1          | Guardameta     | Jordan Pickford  |     |
| 24         | Defensa        | Reece James      |     |
| 5          | Defensa        | John Stones      |     |
| 15         | Defensa        | Tyrone Mings     |     |
| 3          | Defensa        | Luke Shaw        |     |
| 4          | Centrocampista | Declan Rice      |     |
| 14         | Centrocampista | Kalvin Phillips  |     |
| 20         | Centrocampista | Phil Foden       | 63' |
| 19         | Centrocampista | Mason Mount      |     |
| 10         | Centrocampista | Raheem Sterling  |     |
| 9          | Delantero      | Harry Kane       | 74' |
| Entrenador | Entrenador     | Gareth Southgate |     |

| 1          | Guardameta     | David Marshall    |     |
| 4          | Defensa        | Scott McTominay   |     |
| 5          | Defensa        | Grant Hanley      |     |
| 6          | Defensa        | Kieran Tierney    |     |
| 2          | Centrocampista | Stephen O'Donnell |     |
| 7          | Centrocampista | John McGinn       |     |
| 23         | Centrocampista | Billy Gilmour     | 76' |
| 8          | Centrocampista | Callum McGregor   |     |
| 3          | Centrocampista | Andrew Robertson  |     |
| 9          | Delantero      | Lyndon Dykes      |     |
| 10         | Delantero      | Che Adams         | 81' |
| Entrenador | Entrenador     | Steve Clarke      |     |

| 11 | Centrocampista | Jack Grealish   | 63' |
| 11 | Delantero      | Marcus Rashford | 74' |

| 17 | Centrocampista | Stuart Armstrong | 76' |
| 19 | Delantero      | Kevin Nisbet     | 86' |

| Amonestado | 16' | John McGinn       |
| Amonestado | 87' | Stephen O'Donnell |

| Árbitro                                            | Mateu Lahoz                    |
| Árbitros asistentes                                | Pau Cebrián Devis              |
| Árbitros asistentes                                | Roberto Díaz Pérez del Palomar |
| Cuarto árbitro                                     | Cüneyt Çakır                   |
| Quinto árbitro                                     | Bahattin Duran                 |
| Árbitro asistente de video                         | Alejandro Hernández Hernández  |
| Árbitros asistentes del árbitro asistente de video | José María Sánchez Martínez    |
| Árbitros asistentes del árbitro asistente de video | Filippo Meli                   |
| Árbitros asistentes del árbitro asistente de video | Paolo Valeri                   |

| Estadísticas      | Bandera de Inglaterra | Bandera de Escocia |
| Tiros             | 9                     | 11                 |
| Tiros a puerta    | 1                     | 2                  |
| Faltas            | 13                    | 14                 |
| Saques de esquina | 6                     | 5                  |
| Penaltis          | 0                     | 0                  |
| Fueras de juego   | 2                     | 0                  |
| Posesión de balón | 60%                   | 40%                |

#### República Checa vs. Inglaterra
| 22 de junio de 2021, 21:00 | República Checa | 0:1 (0:1) | Inglaterra   | Estadio de Wembley, Londres                            |                                                        |
|                            |                 | Reporte   | Sterling 12' | Asistencia: 19 104 espectadores Árbitro(s): Artur Dias | Asistencia: 19 104 espectadores Árbitro(s): Artur Dias |

| 1          | Guardameta     | Tomáš Vaclík     |     |
| 5          | Defensa        | Vladimír Coufal  |     |
| 3          | Defensa        | Ondřej Čelůstka  |     |
| 6          | Defensa        | Tomáš Kalas      |     |
| 18         | Defensa        | Jan Bořil        |     |
| 9          | Centrocampista | Tomáš Holeš      | 84' |
| 15         | Centrocampista | Tomáš Souček     |     |
| 12         | Centrocampista | Lukáš Masopust   | 64' |
| 8          | Centrocampista | Vladimír Darida  | 64' |
| 14         | Centrocampista | Jakub Jankto     | 46' |
| 10         | Delantero      | Patrik Schick    | 75' |
| Entrenador | Entrenador     | Jaroslav Šilhavý |     |

| 1          | Guardameta     | Jordan Pickford  |     |
| 2          | Defensa        | Kyle Walker      |     |
| 5          | Defensa        | John Stones      | 79' |
| 6          | Defensa        | Harry Maguire    |     |
| 3          | Defensa        | Luke Shaw        |     |
| 14         | Centrocampista | Kalvin Phillips  |     |
| 4          | Centrocampista | Declan Rice      | 46' |
| 25         | Centrocampista | Bukayo Saka      | 84' |
| 7          | Centrocampista | Jack Grealish    | 68' |
| 10         | Centrocampista | Raheem Sterling  | 67' |
| 9          | Delantero      | Harry Kane       |     |
| Entrenador | Entrenador     | Gareth Southgate |     |

| 13 | Centrocampista | Petr Ševčík   | 46' |
| 21 | Centrocampista | Alex Král     | 64' |
| 19 | Delantero      | Adam Hložek   | 64' |
| 24 | Delantero      | Tomáš Pekhart | 75' |
| 20 | Delantero      | Matěj Vydra   | 84' |

| 8  | Centrocampista | Jordan Henderson | 46' |
| 11 | Delantero      | Marcus Rashford  | 67' |
| 26 | Centrocampista | Jude Bellingham  | 68' |
| 15 | Defensa        | Tyrone Mings     | 79' |
| 17 | Centrocampista | Jadon Sancho     | 84' |

| Anotado | 12' | Raheem Sterling | 0:1 |

| Amonestado | 61' | Jan Bořil |

| Árbitro                                            | Artur Dias          |
| Árbitros asistentes                                | Rui Tavares         |
| Árbitros asistentes                                | Paulo Soares        |
| Cuarto árbitro                                     | Srđan Jovanović     |
| Quinto árbitro                                     | Uroš Stojković      |
| Árbitro asistente de video                         | João Pinheiro       |
| Árbitros asistentes del árbitro asistente de video | Filippo Meli        |
| Árbitros asistentes del árbitro asistente de video | Paolo Valeri        |
| Árbitros asistentes del árbitro asistente de video | Massimiliano Irrati |

| 1          | Guardameta     | Tomáš Vaclík     |     |
| 5          | Defensa        | Vladimír Coufal  |     |
| 3          | Defensa        | Ondřej Čelůstka  |     |
| 6          | Defensa        | Tomáš Kalas      |     |
| 18         | Defensa        | Jan Bořil        |     |
| 9          | Centrocampista | Tomáš Holeš      | 84' |
| 15         | Centrocampista | Tomáš Souček     |     |
| 12         | Centrocampista | Lukáš Masopust   | 64' |
| 8          | Centrocampista | Vladimír Darida  | 64' |
| 14         | Centrocampista | Jakub Jankto     | 46' |
| 10         | Delantero      | Patrik Schick    | 75' |
| Entrenador | Entrenador     | Jaroslav Šilhavý |     |

| 1          | Guardameta     | Jordan Pickford  |     |
| 2          | Defensa        | Kyle Walker      |     |
| 5          | Defensa        | John Stones      | 79' |
| 6          | Defensa        | Harry Maguire    |     |
| 3          | Defensa        | Luke Shaw        |     |
| 14         | Centrocampista | Kalvin Phillips  |     |
| 4          | Centrocampista | Declan Rice      | 46' |
| 25         | Centrocampista | Bukayo Saka      | 84' |
| 7          | Centrocampista | Jack Grealish    | 68' |
| 10         | Centrocampista | Raheem Sterling  | 67' |
| 9          | Delantero      | Harry Kane       |     |
| Entrenador | Entrenador     | Gareth Southgate |     |

| 13 | Centrocampista | Petr Ševčík   | 46' |
| 21 | Centrocampista | Alex Král     | 64' |
| 19 | Delantero      | Adam Hložek   | 64' |
| 24 | Delantero      | Tomáš Pekhart | 75' |
| 20 | Delantero      | Matěj Vydra   | 84' |

| 8  | Centrocampista | Jordan Henderson | 46' |
| 11 | Delantero      | Marcus Rashford  | 67' |
| 26 | Centrocampista | Jude Bellingham  | 68' |
| 15 | Defensa        | Tyrone Mings     | 79' |
| 17 | Centrocampista | Jadon Sancho     | 84' |

| Anotado | 12' | Raheem Sterling | 0:1 |

| Amonestado | 61' | Jan Bořil |

| Árbitro                                            | Artur Dias          |
| Árbitros asistentes                                | Rui Tavares         |
| Árbitros asistentes                                | Paulo Soares        |
| Cuarto árbitro                                     | Srđan Jovanović     |
| Quinto árbitro                                     | Uroš Stojković      |
| Árbitro asistente de video                         | João Pinheiro       |
| Árbitros asistentes del árbitro asistente de video | Filippo Meli        |
| Árbitros asistentes del árbitro asistente de video | Paolo Valeri        |
| Árbitros asistentes del árbitro asistente de video | Massimiliano Irrati |

| Estadísticas      | Bandera de República Checa | Bandera de Inglaterra |
| Tiros             | 7                          | 5                     |
| Tiros a puerta    | 1                          | 3                     |
| Faltas            | 10                         | 11                    |
| Saques de esquina | 4                          | 6                     |
| Penaltis          | 0                          | 0                     |
| Fueras de juego   | 2                          | 5                     |
| Posesión de balón | 43%                        | 57%                   |

### Octavos de final

#### Inglaterra vs. Alemania
| 29 de junio de 2021, 18:00 | Inglaterra              | 2:0 (0:0) | Alemania | Estadio de Wembley, Londres                                |                                                            |
|                            | Sterling 75' · Kane 86' | Reporte   |          | Asistencia: 41 973 espectadores Árbitro(s): Danny Makkelie | Asistencia: 41 973 espectadores Árbitro(s): Danny Makkelie |

| 1          | Guardameta     | Jordan Pickford  |     |
| 2          | Defensa        | Kyle Walker      |     |
| 6          | Defensa        | Harry Maguire    |     |
| 5          | Defensa        | John Stones      |     |
| 12         | Centrocampista | Kieran Trippier  |     |
| 14         | Centrocampista | Kalvin Phillips  |     |
| 4          | Centrocampista | Declan Rice      | 88' |
| 3          | Centrocampista | Luke Shaw        |     |
| 25         | Delantero      | Bukayo Saka      | 69' |
| 9          | Delantero      | Harry Kane       |     |
| 10         | Delantero      | Raheem Sterling  |     |
| Entrenador | Entrenador     | Gareth Southgate |     |

| 1          | Guardameta     | Manuel Neuer    |       |
| 4          | Defensa        | Matthias Ginter | 87'   |
| 5          | Defensa        | Mats Hummels    |       |
| 2          | Defensa        | Antonio Rüdiger |       |
| 6          | Centrocampista | Joshua Kimmich  |       |
| 18         | Centrocampista | Leon Goretzka   |       |
| 8          | Centrocampista | Toni Kroos      |       |
| 20         | Centrocampista | Robin Gosens    | 87'   |
| 7          | Centrocampista | Kai Havertz     |       |
| 25         | Centrocampista | Thomas Müller   | 90+2' |
| 11         | Delantero      | Timo Werner     | 68'   |
| Entrenador | Entrenador     | Joachim Löw     |       |

| 7 | Centrocampista | Jack Grealish    | 69' |
| 8 | Centrocampista | Jordan Henderson | 88' |

| 10 | Delantero      | Serge Gnabry  | 68'   |
| 23 | Defensa        | Emre Can      | 87'   |
| 19 | Centrocampista | Leroy Sané    | 88'   |
| 14 | Centrocampista | Jamal Musiala | 90+2' |

| Anotado | 75' | Raheem Sterling | 1:0 |
| Anotado | 86' | Harry Kane      | 2:0 |

| Amonestado | 8'  | Declan Rice     |
| Amonestado | 45' | Kalvin Phillips |
| Amonestado | 77' | Harry Maguire   |

| Amonestado | 25' | Matthias Ginter |
| Amonestado | 72' | Robin Gosens    |

| Árbitro                                            | Danny Makkelie                |
| Árbitros asistentes                                | Hessel Steegstra              |
| Árbitros asistentes                                | Jan De Vries                  |
| Cuarto árbitro                                     | Srđan Jovanović               |
| Quinto árbitro                                     | Uroš Stojković                |
| Árbitro asistente de video                         | Pol van Boekel                |
| Árbitros asistentes del árbitro asistente de video | Kevin Blom                    |
| Árbitros asistentes del árbitro asistente de video | Iñigo Prieto López de Cerain  |
| Árbitros asistentes del árbitro asistente de video | Alejandro Hernández Hernández |

| 1          | Guardameta     | Jordan Pickford  |     |
| 2          | Defensa        | Kyle Walker      |     |
| 6          | Defensa        | Harry Maguire    |     |
| 5          | Defensa        | John Stones      |     |
| 12         | Centrocampista | Kieran Trippier  |     |
| 14         | Centrocampista | Kalvin Phillips  |     |
| 4          | Centrocampista | Declan Rice      | 88' |
| 3          | Centrocampista | Luke Shaw        |     |
| 25         | Delantero      | Bukayo Saka      | 69' |
| 9          | Delantero      | Harry Kane       |     |
| 10         | Delantero      | Raheem Sterling  |     |
| Entrenador | Entrenador     | Gareth Southgate |     |

| 1          | Guardameta     | Manuel Neuer    |       |
| 4          | Defensa        | Matthias Ginter | 87'   |
| 5          | Defensa        | Mats Hummels    |       |
| 2          | Defensa        | Antonio Rüdiger |       |
| 6          | Centrocampista | Joshua Kimmich  |       |
| 18         | Centrocampista | Leon Goretzka   |       |
| 8          | Centrocampista | Toni Kroos      |       |
| 20         | Centrocampista | Robin Gosens    | 87'   |
| 7          | Centrocampista | Kai Havertz     |       |
| 25         | Centrocampista | Thomas Müller   | 90+2' |
| 11         | Delantero      | Timo Werner     | 68'   |
| Entrenador | Entrenador     | Joachim Löw     |       |

| 7 | Centrocampista | Jack Grealish    | 69' |
| 8 | Centrocampista | Jordan Henderson | 88' |

| 10 | Delantero      | Serge Gnabry  | 68'   |
| 23 | Defensa        | Emre Can      | 87'   |
| 19 | Centrocampista | Leroy Sané    | 88'   |
| 14 | Centrocampista | Jamal Musiala | 90+2' |

| Anotado | 75' | Raheem Sterling | 1:0 |
| Anotado | 86' | Harry Kane      | 2:0 |

| Amonestado | 8'  | Declan Rice     |
| Amonestado | 45' | Kalvin Phillips |
| Amonestado | 77' | Harry Maguire   |

| Amonestado | 25' | Matthias Ginter |
| Amonestado | 72' | Robin Gosens    |

| Árbitro                                            | Danny Makkelie                |
| Árbitros asistentes                                | Hessel Steegstra              |
| Árbitros asistentes                                | Jan De Vries                  |
| Cuarto árbitro                                     | Srđan Jovanović               |
| Quinto árbitro                                     | Uroš Stojković                |
| Árbitro asistente de video                         | Pol van Boekel                |
| Árbitros asistentes del árbitro asistente de video | Kevin Blom                    |
| Árbitros asistentes del árbitro asistente de video | Iñigo Prieto López de Cerain  |
| Árbitros asistentes del árbitro asistente de video | Alejandro Hernández Hernández |

| Estadísticas      | Bandera de Inglaterra | Bandera de Alemania |
| Tiros             | 5                     | 9                   |
| Tiros a puerta    | 4                     | 3                   |
| Faltas            | 11                    | 9                   |
| Saques de esquina | 3                     | 3                   |
| Penaltis          | 0                     | 0                   |
| Fueras de juego   | 2                     | 2                   |
| Posesión de balón | 47%                   | 53%                 |

### Cuartos de final

#### Ucrania vs. Inglaterra
| 3 de julio de 2021, 21:00 | Ucrania | 0:4 (0:1) | Inglaterra                                 | Estadio Olímpico, Roma                                  |                                                         |
|                           |         | Reporte   | Kane 4', 50' · Maguire 46' · Henderson 63' | Asistencia: 11 880 espectadores Árbitro(s): Felix Brych | Asistencia: 11 880 espectadores Árbitro(s): Felix Brych |

| 1          | Guardameta     | Heorhiy Bushchan    |     |
| 13         | Defensa        | Illya Zabarnyi      |     |
| 4          | Defensa        | Serhiy Kryvtsov     | 35' |
| 22         | Defensa        | Mykola Matviyenko   |     |
| 21         | Centrocampista | Oleksandr Karavayev |     |
| 5          | Centrocampista | Serhiy Sydorchuk    | 64' |
| 17         | Centrocampista | Oleksandr Zinchenko |     |
| 16         | Centrocampista | Vitaliy Mykolenko   |     |
| 10         | Centrocampista | Mykola Shaparenko   |     |
| 9          | Delantero      | Roman Yaremchuk     |     |
| 7          | Delantero      | Andriy Yarmolenko   |     |
| Entrenador | Entrenador     | Andriy Shevchenko   |     |

| 1          | Guardameta     | Jordan Pickford  |     |
| 2          | Defensa        | Kyle Walker      |     |
| 5          | Defensa        | John Stones      |     |
| 6          | Defensa        | Harry Maguire    |     |
| 3          | Defensa        | Luke Shaw        | 65' |
| 4          | Centrocampista | Declan Rice      | 57' |
| 14         | Centrocampista | Kalvin Phillips  | 65' |
| 17         | Centrocampista | Jadon Sancho     |     |
| 19         | Centrocampista | Mason Mount      |     |
| 10         | Centrocampista | Raheem Sterling  | 65' |
| 9          | Delantero      | Harry Kane       | 63' |
| Entrenador | Entrenador     | Gareth Southgate |     |

| 15 | Centrocampista | Viktor Tsyhankov   | 35' |
| 14 | Centrocampista | Yevhenii Makarenko | 64' |

| 8  | Centrocampista | Jordan Henderson      | 57' |
| 12 | Defensa        | Kieran Trippier       | 65' |
| 11 | Delantero      | Marcus Rashford       | 65' |
| 9  | Centrocampista | Jude Bellingham       | 65' |
| 18 | Delantero      | Dominic Calvert-Lewin | 73' |

| Anotado | 4'  | Harry Kane       | 0:1 |
| Anotado | 46' | Harry Maguire    | 0:2 |
| Anotado | 50' | Harry Kane       | 0:3 |
| Anotado | 63' | Jordan Henderson | 0:4 |

| Árbitro                                            | Felix Brych               |
| Árbitros asistentes                                | Mark Borsch               |
| Árbitros asistentes                                | Stefan Lupp               |
| Cuarto árbitro                                     | Carlos del Cerro Grande   |
| Quinto árbitro                                     | Juan Carlos Yuste Jiménez |
| Árbitro asistente de video                         | Marco Fritz               |
| Árbitros asistentes del árbitro asistente de video | Christian Dingert         |
| Árbitros asistentes del árbitro asistente de video | Christian Gittelmann      |
| Árbitros asistentes del árbitro asistente de video | Bastian Dankert           |

| 1          | Guardameta     | Heorhiy Bushchan    |     |
| 13         | Defensa        | Illya Zabarnyi      |     |
| 4          | Defensa        | Serhiy Kryvtsov     | 35' |
| 22         | Defensa        | Mykola Matviyenko   |     |
| 21         | Centrocampista | Oleksandr Karavayev |     |
| 5          | Centrocampista | Serhiy Sydorchuk    | 64' |
| 17         | Centrocampista | Oleksandr Zinchenko |     |
| 16         | Centrocampista | Vitaliy Mykolenko   |     |
| 10         | Centrocampista | Mykola Shaparenko   |     |
| 9          | Delantero      | Roman Yaremchuk     |     |
| 7          | Delantero      | Andriy Yarmolenko   |     |
| Entrenador | Entrenador     | Andriy Shevchenko   |     |

| 1          | Guardameta     | Jordan Pickford  |     |
| 2          | Defensa        | Kyle Walker      |     |
| 5          | Defensa        | John Stones      |     |
| 6          | Defensa        | Harry Maguire    |     |
| 3          | Defensa        | Luke Shaw        | 65' |
| 4          | Centrocampista | Declan Rice      | 57' |
| 14         | Centrocampista | Kalvin Phillips  | 65' |
| 17         | Centrocampista | Jadon Sancho     |     |
| 19         | Centrocampista | Mason Mount      |     |
| 10         | Centrocampista | Raheem Sterling  | 65' |
| 9          | Delantero      | Harry Kane       | 63' |
| Entrenador | Entrenador     | Gareth Southgate |     |

| 15 | Centrocampista | Viktor Tsyhankov   | 35' |
| 14 | Centrocampista | Yevhenii Makarenko | 64' |

| 8  | Centrocampista | Jordan Henderson      | 57' |
| 12 | Defensa        | Kieran Trippier       | 65' |
| 11 | Delantero      | Marcus Rashford       | 65' |
| 9  | Centrocampista | Jude Bellingham       | 65' |
| 18 | Delantero      | Dominic Calvert-Lewin | 73' |

| Anotado | 4'  | Harry Kane       | 0:1 |
| Anotado | 46' | Harry Maguire    | 0:2 |
| Anotado | 50' | Harry Kane       | 0:3 |
| Anotado | 63' | Jordan Henderson | 0:4 |

| Árbitro                                            | Felix Brych               |
| Árbitros asistentes                                | Mark Borsch               |
| Árbitros asistentes                                | Stefan Lupp               |
| Cuarto árbitro                                     | Carlos del Cerro Grande   |
| Quinto árbitro                                     | Juan Carlos Yuste Jiménez |
| Árbitro asistente de video                         | Marco Fritz               |
| Árbitros asistentes del árbitro asistente de video | Christian Dingert         |
| Árbitros asistentes del árbitro asistente de video | Christian Gittelmann      |
| Árbitros asistentes del árbitro asistente de video | Bastian Dankert           |

| Estadísticas      | Bandera de Ucrania | Bandera de Inglaterra |
| Tiros             | 7                  | 10                    |
| Tiros a puerta    | 2                  | 6                     |
| Faltas            | 10                 | 4                     |
| Saques de esquina | 3                  | 2                     |
| Penaltis          | 0                  | 0                     |
| Fueras de juego   | 0                  | 2                     |
| Posesión de balón | 49%                | 51%                   |

### Semifinales

#### Inglaterra vs. Dinamarca
| 7 de julio de 2021, 21:00 | Inglaterra                  | 2:1 (1:1, 1:1) (t. s.) | Dinamarca     | Estadio de Wembley, Londres                                |                                                            |
|                           | Kjær 39' (a.g.) · Kane 104' | Reporte                | Damsgaard 30' | Asistencia: 64 950 espectadores Árbitro(s): Danny Makkelie | Asistencia: 64 950 espectadores Árbitro(s): Danny Makkelie |

| 1          | Guardameta     | Jordan Pickford  |     |
| 2          | Defensa        | Kyle Walker      |     |
| 5          | Defensa        | John Stones      |     |
| 6          | Defensa        | Harry Maguire    |     |
| 3          | Defensa        | Luke Shaw        |     |
| 14         | Centrocampista | Kalvin Phillips  |     |
| 4          | Centrocampista | Declan Rice      | 65' |
| 25         | Centrocampista | Bukayo Saka      | 69' |
| 19         | Centrocampista | Mason Mount      | 95' |
| 10         | Centrocampista | Raheem Sterling  |     |
| 9          | Delantero      | Harry Kane       |     |
| Entrenador | Entrenador     | Gareth Southgate |     |

| 1          | Guardameta     | Kasper Schmeichel     |      |
| 6          | Defensa        | Andreas Christensen   | 79'  |
| 4          | Defensa        | Simon Kjær            |      |
| 3          | Defensa        | Jannik Vestergaard    | 105' |
| 17         | Centrocampista | Jens Stryger Larsen   | 67'  |
| 23         | Centrocampista | Pierre-Emile Højbjerg |      |
| 8          | Centrocampista | Thomas Delaney        | 88'  |
| 5          | Centrocampista | Joakim Mæhle          |      |
| 9          | Delantero      | Martin Braithwaite    |      |
| 12         | Delantero      | Kasper Dolberg        | 67'  |
| 14         | Delantero      | Mikkel Damsgaard      | 67'  |
| Entrenador | Entrenador     | Kasper Hjulmand       |      |

| 7  | Centrocampista | Jack Grealish 106'   | 69' |
| 8  | Centrocampista | Jordan Henderson     | 95' |
| 20 | Centrocampista | Phil Foden           | 95' |
| 12 | Defensa        | Kieran Trippier 106' |     |

| 18 | Centrocampista | Daniel Wass        | 67'  |
| 20 | Delantero      | Yussuf Poulsen     | 67'  |
| 19 | Centrocampista | Christian Nørgaard | 67'  |
| 2  | Defensa        | Joachim Andersen   | 79'  |
| 24 | Centrocampista | Mathias Jensen     | 88'  |
| 19 | Delantero      | Jonas Wind         | 105' |

| Anotado · Autogol | 39'  | Simon Kjær | 1:1 |
| Anotado           | 104' | Harry Kane | 2:1 |

| Anotado | 30' | Mikkel Damsgaard | 1:0 |

| Amonestado | 49' | Harry Maguire |

| Amonestado | 72' | Daniel Wass |

| Árbitro                                            | Danny Makkelie       |
| Árbitros asistentes                                | Hessel Steegstra     |
| Árbitros asistentes                                | Jan De Vries         |
| Cuarto árbitro                                     | Ovidiu Haţegan       |
| Quinto árbitro                                     | Sebastian Gheorghe   |
| Árbitro asistente de video                         | Pol van Boekel       |
| Árbitros asistentes del árbitro asistente de video | Kevin Blom           |
| Árbitros asistentes del árbitro asistente de video | Christian Gittelmann |
| Árbitros asistentes del árbitro asistente de video | Paweł Gil            |

| 1          | Guardameta     | Jordan Pickford  |     |
| 2          | Defensa        | Kyle Walker      |     |
| 5          | Defensa        | John Stones      |     |
| 6          | Defensa        | Harry Maguire    |     |
| 3          | Defensa        | Luke Shaw        |     |
| 14         | Centrocampista | Kalvin Phillips  |     |
| 4          | Centrocampista | Declan Rice      | 65' |
| 25         | Centrocampista | Bukayo Saka      | 69' |
| 19         | Centrocampista | Mason Mount      | 95' |
| 10         | Centrocampista | Raheem Sterling  |     |
| 9          | Delantero      | Harry Kane       |     |
| Entrenador | Entrenador     | Gareth Southgate |     |

| 1          | Guardameta     | Kasper Schmeichel     |      |
| 6          | Defensa        | Andreas Christensen   | 79'  |
| 4          | Defensa        | Simon Kjær            |      |
| 3          | Defensa        | Jannik Vestergaard    | 105' |
| 17         | Centrocampista | Jens Stryger Larsen   | 67'  |
| 23         | Centrocampista | Pierre-Emile Højbjerg |      |
| 8          | Centrocampista | Thomas Delaney        | 88'  |
| 5          | Centrocampista | Joakim Mæhle          |      |
| 9          | Delantero      | Martin Braithwaite    |      |
| 12         | Delantero      | Kasper Dolberg        | 67'  |
| 14         | Delantero      | Mikkel Damsgaard      | 67'  |
| Entrenador | Entrenador     | Kasper Hjulmand       |      |

| 7  | Centrocampista | Jack Grealish 106'   | 69' |
| 8  | Centrocampista | Jordan Henderson     | 95' |
| 20 | Centrocampista | Phil Foden           | 95' |
| 12 | Defensa        | Kieran Trippier 106' |     |

| 18 | Centrocampista | Daniel Wass        | 67'  |
| 20 | Delantero      | Yussuf Poulsen     | 67'  |
| 19 | Centrocampista | Christian Nørgaard | 67'  |
| 2  | Defensa        | Joachim Andersen   | 79'  |
| 24 | Centrocampista | Mathias Jensen     | 88'  |
| 19 | Delantero      | Jonas Wind         | 105' |

| Anotado · Autogol | 39'  | Simon Kjær | 1:1 |
| Anotado           | 104' | Harry Kane | 2:1 |

| Anotado | 30' | Mikkel Damsgaard | 1:0 |

| Amonestado | 49' | Harry Maguire |

| Amonestado | 72' | Daniel Wass |

| Árbitro                                            | Danny Makkelie       |
| Árbitros asistentes                                | Hessel Steegstra     |
| Árbitros asistentes                                | Jan De Vries         |
| Cuarto árbitro                                     | Ovidiu Haţegan       |
| Quinto árbitro                                     | Sebastian Gheorghe   |
| Árbitro asistente de video                         | Pol van Boekel       |
| Árbitros asistentes del árbitro asistente de video | Kevin Blom           |
| Árbitros asistentes del árbitro asistente de video | Christian Gittelmann |
| Árbitros asistentes del árbitro asistente de video | Paweł Gil            |

| Estadísticas      | Bandera de Inglaterra | Bandera de Dinamarca |
| Tiros             | 20                    | 6                    |
| Tiros a puerta    | 10                    | 3                    |
| Faltas            | 10                    | 21                   |
| Saques de esquina | 6                     | 5                    |
| Penaltis          | 1                     | 0                    |
| Fueras de juego   | 0                     | 1                    |
| Posesión de balón | 58%                   | 42%                  |

### Final

#### Italia vs. Inglaterra
| 11 de julio de 2021 | Italia                                                | 1:1 (1:1, 0:1) (t. s.)(3:2 p.) | Inglaterra                                | Estadio de Wembley, Londres                               |                                                           |
| 20:00 GMT           | Bonucci 67'                                           | Reporte                        | Shaw 2'                                   | Asistencia: 67 173 espectadores Árbitro(s): Björn Kuipers | Asistencia: 67 173 espectadores Árbitro(s): Björn Kuipers |
|                     |                                                       | Tiros desde el punto penal     |                                           |                                                           |                                                           |
|                     | Berardi · Belotti · Bonucci · Bernardeschi · Jorginho |                                | Kane · Maguire · Rashford · Sancho · Saka |                                                           |                                                           |

| 21    | Guardameta     | Gianluigi Donnarumma |      |
| 2     | Defensa        | Giovanni Di Lorenzo  |      |
| 19    | Defensa        | Leonardo Bonucci     |      |
| 3     | Defensa        | Giorgio Chiellini    |      |
| 13    | Defensa        | Emerson              | 118' |
| 18    | Centrocampista | Nicolò Barella       | 54'  |
| 8     | Centrocampista | Jorginho             |      |
| 6     | Centrocampista | Marco Verratti       | 96'  |
| 14    | Delantero      | Federico Chiesa      | 86'  |
| 17    | Delantero      | Ciro Immobile        | 54'  |
| 10    | Delantero      | Lorenzo Insigne      | 90'  |
| D. T. | D. T.          | Roberto Mancini      |      |

| 1     | Guardameta     | Jordan Pickford  |      |
| 12    | Defensa        | Kieran Trippier  | 71'  |
| 2     | Defensa        | Kyle Walker      | 120' |
| 5     | Defensa        | John Stones      |      |
| 6     | Defensa        | Harry Maguire    |      |
| 3     | Defensa        | Luke Shaw        |      |
| 14    | Centrocampista | Kalvin Phillips  |      |
| 4     | Centrocampista | Declan Rice      | 74'  |
| 10    | Centrocampista | Raheem Sterling  |      |
| 19    | Centrocampista | Mason Mount      | 99'  |
| 9     | Delantero      | Harry Kane       |      |
| D. T. | D. T.          | Gareth Southgate |      |

| 16 | Centrocampista | Bryan Cristante       | 54'  |
| 11 | Delantero      | Domenico Berardi      | 54'  |
| 20 | Delantero      | Federico Bernardeschi | 86'  |
| 9  | Delantero      | Andrea Belotti        | 90'  |
| 5  | Centrocampista | Manuel Locatelli      | 96'  |
| 24 | Defensa        | Alessandro Florenzi   | 118' |

| 25 | Centrocampista | Bukayo Saka           | 71'  |
| 8  | Centrocampista | Jordan Henderson 120' | 74'  |
| 7  | Centrocampista | Jack Grealish         | 99'  |
| 11 | Delantero      | Marcus Rashford       | 120' |
| 17 | Centrocampista | Jadon Sancho          | 120' |

| 67' | Leonardo Bonucci | 1:1 |

| 2' | Luke Shaw | 0:1 |

| 1:0 1:1 2:2 3:2 | Domenico Berardi Andrea Belotti Leonardo Bonucci Federico Bernardeschi Jorginho | Acierto de penal · Fallo de penal (atajado) · Acierto de penal · Acierto de penal · Fallo de penal (atajado) |

| 1:1 1:2 2:2 3:2 | Harry Kane Harry Maguire Marcus Rashford Jadon Sancho Bukayo Saka | Acierto de penal · Acierto de penal · Fallo de penal (desviado) · Fallo de penal (atajado) · Fallo de penal (atajado) |

| 47' · 55' · 84' · 90+6' · 114' | Nicolò Barella Leonardo Bonucci Lorenzo Insigne Giorgio Chiellini Jorginho |

| 106' | Harry Maguire |

| Principal  | Björn Kuipers             |
| Asistentes | Sander van Roekel         |
|            | Erwin Zeinstra            |
| Cuarto     | Carlos del Cerro Grande   |
| Quinto     | Juan Carlos Yuste Jiménez |

| VAR            | Bastian Dankert      |
| Asistentes VAR | Pol van Boekel       |
|                | Christian Gittelmann |
|                | Marco Fritz          |

|                    |     |     |
| Tiros              | 19  | 6   |
| Tiros a puerta     | 6   | 2   |
| Faltas             | 21  | 13  |
| Saques de esquina  | 3   | 5   |
| Penaltis           | 0   | 0   |
| Fueras de juego    | 5   | 1   |
| Posesión del balón | 66% | 34% |

| Alineación inicial |

| 21    | Guardameta     | Gianluigi Donnarumma |      |
| 2     | Defensa        | Giovanni Di Lorenzo  |      |
| 19    | Defensa        | Leonardo Bonucci     |      |
| 3     | Defensa        | Giorgio Chiellini    |      |
| 13    | Defensa        | Emerson              | 118' |
| 18    | Centrocampista | Nicolò Barella       | 54'  |
| 8     | Centrocampista | Jorginho             |      |
| 6     | Centrocampista | Marco Verratti       | 96'  |
| 14    | Delantero      | Federico Chiesa      | 86'  |
| 17    | Delantero      | Ciro Immobile        | 54'  |
| 10    | Delantero      | Lorenzo Insigne      | 90'  |
| D. T. | D. T.          | Roberto Mancini      |      |

| 1     | Guardameta     | Jordan Pickford  |      |
| 12    | Defensa        | Kieran Trippier  | 71'  |
| 2     | Defensa        | Kyle Walker      | 120' |
| 5     | Defensa        | John Stones      |      |
| 6     | Defensa        | Harry Maguire    |      |
| 3     | Defensa        | Luke Shaw        |      |
| 14    | Centrocampista | Kalvin Phillips  |      |
| 4     | Centrocampista | Declan Rice      | 74'  |
| 10    | Centrocampista | Raheem Sterling  |      |
| 19    | Centrocampista | Mason Mount      | 99'  |
| 9     | Delantero      | Harry Kane       |      |
| D. T. | D. T.          | Gareth Southgate |      |

| 16 | Centrocampista | Bryan Cristante       | 54'  |
| 11 | Delantero      | Domenico Berardi      | 54'  |
| 20 | Delantero      | Federico Bernardeschi | 86'  |
| 9  | Delantero      | Andrea Belotti        | 90'  |
| 5  | Centrocampista | Manuel Locatelli      | 96'  |
| 24 | Defensa        | Alessandro Florenzi   | 118' |

| 25 | Centrocampista | Bukayo Saka           | 71'  |
| 8  | Centrocampista | Jordan Henderson 120' | 74'  |
| 7  | Centrocampista | Jack Grealish         | 99'  |
| 11 | Delantero      | Marcus Rashford       | 120' |
| 17 | Centrocampista | Jadon Sancho          | 120' |

| 67' | Leonardo Bonucci | 1:1 |

| 2' | Luke Shaw | 0:1 |

| 1:0 1:1 2:2 3:2 | Domenico Berardi Andrea Belotti Leonardo Bonucci Federico Bernardeschi Jorginho | Acierto de penal · Fallo de penal (atajado) · Acierto de penal · Acierto de penal · Fallo de penal (atajado) |

| 1:1 1:2 2:2 3:2 | Harry Kane Harry Maguire Marcus Rashford Jadon Sancho Bukayo Saka | Acierto de penal · Acierto de penal · Fallo de penal (desviado) · Fallo de penal (atajado) · Fallo de penal (atajado) |

| 47' · 55' · 84' · 90+6' · 114' | Nicolò Barella Leonardo Bonucci Lorenzo Insigne Giorgio Chiellini Jorginho |

| 106' | Harry Maguire |

| Principal  | Björn Kuipers             |
| Asistentes | Sander van Roekel         |
|            | Erwin Zeinstra            |
| Cuarto     | Carlos del Cerro Grande   |
| Quinto     | Juan Carlos Yuste Jiménez |

| VAR            | Bastian Dankert      |
| Asistentes VAR | Pol van Boekel       |
|                | Christian Gittelmann |
|                | Marco Fritz          |

|                    |     |     |
| Tiros              | 19  | 6   |
| Tiros a puerta     | 6   | 2   |
| Faltas             | 21  | 13  |
| Saques de esquina  | 3   | 5   |
| Penaltis           | 0   | 0   |
| Fueras de juego    | 5   | 1   |
| Posesión del balón | 66% | 34% |

| Alineación inicial |

| 21    | Guardameta     | Gianluigi Donnarumma |      |
| 2     | Defensa        | Giovanni Di Lorenzo  |      |
| 19    | Defensa        | Leonardo Bonucci     |      |
| 3     | Defensa        | Giorgio Chiellini    |      |
| 13    | Defensa        | Emerson              | 118' |
| 18    | Centrocampista | Nicolò Barella       | 54'  |
| 8     | Centrocampista | Jorginho             |      |
| 6     | Centrocampista | Marco Verratti       | 96'  |
| 14    | Delantero      | Federico Chiesa      | 86'  |
| 17    | Delantero      | Ciro Immobile        | 54'  |
| 10    | Delantero      | Lorenzo Insigne      | 90'  |
| D. T. | D. T.          | Roberto Mancini      |      |

| 1     | Guardameta     | Jordan Pickford  |      |
| 12    | Defensa        | Kieran Trippier  | 71'  |
| 2     | Defensa        | Kyle Walker      | 120' |
| 5     | Defensa        | John Stones      |      |
| 6     | Defensa        | Harry Maguire    |      |
| 3     | Defensa        | Luke Shaw        |      |
| 14    | Centrocampista | Kalvin Phillips  |      |
| 4     | Centrocampista | Declan Rice      | 74'  |
| 10    | Centrocampista | Raheem Sterling  |      |
| 19    | Centrocampista | Mason Mount      | 99'  |
| 9     | Delantero      | Harry Kane       |      |
| D. T. | D. T.          | Gareth Southgate |      |

| 16 | Centrocampista | Bryan Cristante       | 54'  |
| 11 | Delantero      | Domenico Berardi      | 54'  |
| 20 | Delantero      | Federico Bernardeschi | 86'  |
| 9  | Delantero      | Andrea Belotti        | 90'  |
| 5  | Centrocampista | Manuel Locatelli      | 96'  |
| 24 | Defensa        | Alessandro Florenzi   | 118' |

| 25 | Centrocampista | Bukayo Saka           | 71'  |
| 8  | Centrocampista | Jordan Henderson 120' | 74'  |
| 7  | Centrocampista | Jack Grealish         | 99'  |
| 11 | Delantero      | Marcus Rashford       | 120' |
| 17 | Centrocampista | Jadon Sancho          | 120' |

| 67' | Leonardo Bonucci | 1:1 |

| 2' | Luke Shaw | 0:1 |

| 1:0 1:1 2:2 3:2 | Domenico Berardi Andrea Belotti Leonardo Bonucci Federico Bernardeschi Jorginho | Acierto de penal · Fallo de penal (atajado) · Acierto de penal · Acierto de penal · Fallo de penal (atajado) |

| 1:1 1:2 2:2 3:2 | Harry Kane Harry Maguire Marcus Rashford Jadon Sancho Bukayo Saka | Acierto de penal · Acierto de penal · Fallo de penal (desviado) · Fallo de penal (atajado) · Fallo de penal (atajado) |

| 47' · 55' · 84' · 90+6' · 114' | Nicolò Barella Leonardo Bonucci Lorenzo Insigne Giorgio Chiellini Jorginho |

| 106' | Harry Maguire |

| Principal  | Björn Kuipers             |
| Asistentes | Sander van Roekel         |
|            | Erwin Zeinstra            |
| Cuarto     | Carlos del Cerro Grande   |
| Quinto     | Juan Carlos Yuste Jiménez |

| VAR            | Bastian Dankert      |
| Asistentes VAR | Pol van Boekel       |
|                | Christian Gittelmann |
|                | Marco Fritz          |

|                    |     |     |
| Tiros              | 19  | 6   |
| Tiros a puerta     | 6   | 2   |
| Faltas             | 21  | 13  |
| Saques de esquina  | 3   | 5   |
| Penaltis           | 0   | 0   |
| Fueras de juego    | 5   | 1   |
| Posesión del balón | 66% | 34% |

| Alineación inicial |

| 21    | Guardameta     | Gianluigi Donnarumma |      |
| 2     | Defensa        | Giovanni Di Lorenzo  |      |
| 19    | Defensa        | Leonardo Bonucci     |      |
| 3     | Defensa        | Giorgio Chiellini    |      |
| 13    | Defensa        | Emerson              | 118' |
| 18    | Centrocampista | Nicolò Barella       | 54'  |
| 8     | Centrocampista | Jorginho             |      |
| 6     | Centrocampista | Marco Verratti       | 96'  |
| 14    | Delantero      | Federico Chiesa      | 86'  |
| 17    | Delantero      | Ciro Immobile        | 54'  |
| 10    | Delantero      | Lorenzo Insigne      | 90'  |
| D. T. | D. T.          | Roberto Mancini      |      |

| 1     | Guardameta     | Jordan Pickford  |      |
| 12    | Defensa        | Kieran Trippier  | 71'  |
| 2     | Defensa        | Kyle Walker      | 120' |
| 5     | Defensa        | John Stones      |      |
| 6     | Defensa        | Harry Maguire    |      |
| 3     | Defensa        | Luke Shaw        |      |
| 14    | Centrocampista | Kalvin Phillips  |      |
| 4     | Centrocampista | Declan Rice      | 74'  |
| 10    | Centrocampista | Raheem Sterling  |      |
| 19    | Centrocampista | Mason Mount      | 99'  |
| 9     | Delantero      | Harry Kane       |      |
| D. T. | D. T.          | Gareth Southgate |      |

| 16 | Centrocampista | Bryan Cristante       | 54'  |
| 11 | Delantero      | Domenico Berardi      | 54'  |
| 20 | Delantero      | Federico Bernardeschi | 86'  |
| 9  | Delantero      | Andrea Belotti        | 90'  |
| 5  | Centrocampista | Manuel Locatelli      | 96'  |
| 24 | Defensa        | Alessandro Florenzi   | 118' |

| 25 | Centrocampista | Bukayo Saka           | 71'  |
| 8  | Centrocampista | Jordan Henderson 120' | 74'  |
| 7  | Centrocampista | Jack Grealish         | 99'  |
| 11 | Delantero      | Marcus Rashford       | 120' |
| 17 | Centrocampista | Jadon Sancho          | 120' |

| 67' | Leonardo Bonucci | 1:1 |

| 2' | Luke Shaw | 0:1 |

| 1:0 1:1 2:2 3:2 | Domenico Berardi Andrea Belotti Leonardo Bonucci Federico Bernardeschi Jorginho | Acierto de penal · Fallo de penal (atajado) · Acierto de penal · Acierto de penal · Fallo de penal (atajado) |

| 1:1 1:2 2:2 3:2 | Harry Kane Harry Maguire Marcus Rashford Jadon Sancho Bukayo Saka | Acierto de penal · Acierto de penal · Fallo de penal (desviado) · Fallo de penal (atajado) · Fallo de penal (atajado) |

| 47' · 55' · 84' · 90+6' · 114' | Nicolò Barella Leonardo Bonucci Lorenzo Insigne Giorgio Chiellini Jorginho |

| 106' | Harry Maguire |

| Principal  | Björn Kuipers             |
| Asistentes | Sander van Roekel         |
|            | Erwin Zeinstra            |
| Cuarto     | Carlos del Cerro Grande   |
| Quinto     | Juan Carlos Yuste Jiménez |

| VAR            | Bastian Dankert      |
| Asistentes VAR | Pol van Boekel       |
|                | Christian Gittelmann |
|                | Marco Fritz          |

|                    |     |     |
| Tiros              | 19  | 6   |
| Tiros a puerta     | 6   | 2   |
| Faltas             | 21  | 13  |
| Saques de esquina  | 3   | 5   |
| Penaltis           | 0   | 0   |
| Fueras de juego    | 5   | 1   |
| Posesión del balón | 66% | 34% |

| Alineación inicial |